# Hevossaari (ö i Norra Savolax, Varkaus)
Hevossaari är en ö i Finland. Den ligger i sjön Suvasvesi och i kommunen Leppävirta i den ekonomiska regionen  Varkaus ekonomiska region  och landskapet Norra Savolax, i den centrala delen av landet, 300 km nordost om huvudstaden Helsingfors. Öns area är 72,3 hektar och dess största längd är 1,3 kilometer i sydöst-nordvästlig riktning.